# 크라스노야르스크 변경주
크라스노야르스크 변경주(러시아어: Красноярский край Krasnoyarskiy kray[*], IPA: [krəsnɐˈjarskʲɪj ˈkraj])는 러시아의 변경주이다. 면적은 2,339,700 km2으로 러시아 전체 면적의 13%를 차지하고 있다. 중심지는 크라스노야르스크이다.

## 지리
남북의 길이는 3,000 km에 달한다. 시베리아에 위치하고 있으며 튜멘주, 톰스크주, 이르쿠츠크주, 케메로보주, 하카시야 공화국, 투바 공화국, 사하 공화국에 접해 있고, 북쪽은 북극해에 접해 있다.

### 시간대
크라스노야르스크 시간 (KRAT)에 놓여 있다. UTC와의 시차는 +0800 (KRAT)이다.

## 역사
이 변경주는 1934년에 신설되었다. 동시에 타이미르 자치구와 예벤키 자치구, 하카스 자치주도 설립되었다. 1991년에는 하카스 자치주가 하카스 공화국으로 승격되었다.
스탈린 시절에는 많은 러시아인, 우크라이나인, 벨라루스인과 다른 많은 소수민족들이 소련당국에 의해 크라스노야르스크 지역에 이주했다.
2007년 1월 1일에 예벤키 자치구와 타이미르 자치구를 흡수하였다.

## 주민
2002년 집계에 따르면 전체 인구는 296만 6000여명이다.
- 러시아인 (86,3%)/러시아어
- 우크라이나인 (3,3%)/우크라이나어 (48,9%)
- 하카스인 (1,9%)/하카스어 (80,7%)
- 독일인 (1,5%)/독일어 (35,2%)
- 타타르족 (1,5%)/타타르어 (66,1%)
- 벨라루스인 (0,9%)/벨라루스어 (36,8%)
- 추바시인 (0,8%)/추바시어 (51,6%)
- 돌간인 (0,15%)/돌간어 (87,3%)
- 예벤키인 (0,12%)/예벤키어 (71,2%)
- 네네츠인 (0,07%)/네네츠어 (79,8%)
- 쇼르인 (0,04%)/쇼르어 (57,2%)
- 응가나산인 (0,03%)/응가나산어 (86,1%)
- 케트족 (0,03%)/케트어 (50,0%)
- 안데르인 (0,02%) -
- 셀쿠프인 (0,01%)/셀쿠프어 (43,6%)

| 연도                | 인구      | ±%     |
| ------------------- | --------- | ------ |
| 1926                | 1,420,286 | —      |
| 1959                | 2,615,098 | +84.1% |
| 1970                | 2,961,991 | +13.3% |
| 1979                | 3,197,580 | +8.0%  |
| 1989                | 3,596,260 | +12.5% |
| 2002                | 3,023,525 | −15.9% |
| 2010                | 2,828,187 | −6.5%  |
| 2021                | 2,856,971 | +1.0%  |
| Source: Census data |           |        |

## 경제
인구와 공업・농업 생산의 대부분은 남부에 집중돼 있다. 천연 자원이 풍부한 곳이다. 러시아 니켈의 80%, 코발트의 75%, 은의 70%, 석탄의 16%, 금의 10%는 크라스노야르스크 변경주에서 생산된다. 그리고 러시아 목재의 20%는 크라스노야르스크 변경주에서 생산된다.

## 행정 구역

### 군
- 아반스키 군 (Абанский)
- 아친스키 군 (Ачинский)
- 발라흐틴스키 군 (Балахтинский)
- 베료좁스키 군 (Берёзовский)
- 비릴류스키 군 (Бирилюсский)
- 보고톨스키 군 (Боготольский)
- 보구찬스키 군 (Богучанский)
- 볼셰무르틴스키 군 (Большемуртинский)
- 볼셰울루이스키 군 (Большеулуйский)
- 제르진스키 군 (Дзержинский)
- 이드린스키 군 (Идринский)
- 일란스키 군 (Иланский)
- 이르베이스키 군 (Ирбейский)
- 칸스키 군 (Канский)
- 카나투스키 군 (Каратузский)
- 카자친스키 군 (Казачинский)
- 케젬스키 군 (Кежемский)
- 코줄스키 군 (Козульский)
- 크라스노투란스키 군 (Краснотуранский)
- 쿠라긴스키 군 (Курагинский)
- 만스키 군 (Манский)
- 미누신스키 군 (Минусинский)
- 모티긴스키 군 (Мотыгинский)
- 나자롭스키 군 (Назаровский)
- 니즈네인가시스키 군 (Нижнеингашский)
- 노보숄솝스키 군 (Новосёловский)
- 파르티잔스키군 (Партизанский)
- 피롭스키 군 (Пировский)
- 리빈스키 군 (Рыбинский)
- 사얀스키 군 (Саянский)
- 세베로예니세이스키 군 (Северо-Енисейский)
- 샤리롭스키 군 (Шарыповский)
- 슈셴스키 군 (Шушенский)
- 수호부짐스키 군 (Сухобузимский)
- 타이미르스키 군 (Таймырский, 2007년 1월 1일부터)
- 타세옙스키 군 (Тасеевский)
- 투루한스키 군 (Туруханский)
- 튜흐테츠키 군 (Тюхтетский)
- 우야르스키 군 (Уярский)
- 우주르스키 군 (Ужурский)
- 예멜리야놉스키 군 (Емельяновский)
- 예니세이스키 군 (Енисейский)
- 예르마콥스키 군 (Ермаковский)
- 예벤키스키 군(Эвенкийский, 2007년 1월 1일부터)

크라스노야르스크 변경주의 행정 구역을 참조.